# Mesopolobus meridionalis
Mesopolobus meridionalis är en stekelart som beskrevs av Orlando H. Garrido och Nieves Aldrey 1996. Mesopolobus meridionalis ingår i släktet Mesopolobus och familjen puppglanssteklar.
Artens utbredningsområde är Spanien. Inga underarter finns listade i Catalogue of Life.